# Caxinas
Caxinas is een plaats in het district Porto in Portugal. De plaats is een vissersgemeenschap, en wordt wel als de grootste vissersgemeenschap van Portugal gezien.
Caxinas heeft zijn eigen parochie, met een opmerkelijke kerk in de vorm van een boot, die gewijd is aan Nosso Senhor dos Navegantes.